# Çağatay Şahan
Çağatay Şahan (* 13. April 1979 in Van) ist ein türkischer Fußballschiedsrichter.

## Werdegang
Şahan wurde 1979 in der türkischen Provinz Van geboren, während seine Eltern aus der Stadt Denizli stammen. Durch die Tätigkeit seines Vaters lernte Şahan viele Städte in der Türkei kennen. Er absolvierte seine Schul- und Studienlaufbahn in den Städten Balıkesir, Denizli, Uşak und Manisa. Heute lebt und arbeitet er in der Stadt Manisa als Akademiker.
Sein Debüt als Schiedsrichter in der Süper Lig gab Şahan am 14. Mai 2011; er leitete die Begegnung Konyaspor gegen Sivasspor.